# Lütuflar, Bayındır
Lütuflar là một xã thuộc huyện Bayındır, tỉnh İzmir, Thổ Nhĩ Kỳ. Dân số thời điểm năm 2010 là 479 người.